# Bassus
Bassus is een geslacht van vliesvleugeligen in de familie van de schildwespen (Braconidae). De wetenschappelijke naam van het geslacht werd voor het eerst geldig gepubliceerd in 1804 door Johann Christian Fabricius.
De typesoort van het geslacht is Ichneumon calculator Fabricius, 1798

## Synoniemen
- Microdus Nees, 1814

## Soorten
- Bassus abdominalis
- Bassus aciculatus
- Bassus acrobasidis
- Bassus agathoides
- Bassus albifasciatus (Watanabe, 1934)
- Bassus albipennis
- Bassus albobasalis van Achterberg & Long, 2010
- Bassus albozonatus van Achterberg & Long, 2010
- Bassus annulipes
- Bassus antefurcalis
- Bassus antigastrae
- Bassus arcuatus
- Bassus armeniacus
- Bassus arthurellus
- Bassus atripes
- Bassus babiyi
- Bassus bakeri
- Bassus barbieri
- Bassus belokobylskiji
- Bassus beyarslani
- Bassus binominatus
- Bassus bishopi
- Bassus brevicaudis
- Bassus brooksi
- Bassus bruesi
- Bassus brullei
- Bassus buttricki
- Bassus calculator
- Bassus californicus
- Bassus canaliculatus
- Bassus canariensis
- Bassus cancellatus
- Bassus chibcha
- Bassus choui
- Bassus cinctus
- Bassus cingulipes
- Bassus clausiellus
- Bassus clausthalianus
- Bassus coleophorae
- Bassus columbianus
- Bassus conspicuus
- Bassus coriarius
- Bassus cornutus
- Bassus crassicornis
- Bassus cryptophlebiae
- Bassus cupressi
- Bassus curticornis
- Bassus depressus
- Bassus difficilis
- Bassus dimidiator
- Bassus discolor
- Bassus epinotiae
- Bassus eriphyle
- Bassus fabiae
- Bassus festivoides
- Bassus filipalpis
- Bassus formosanus
- Bassus fortipes
- Bassus fujianicus
- Bassus glycinivorellae
- Bassus gracilis (Fullaway)
- Bassus gracilis (Sharkey)
- Bassus graecus
- Bassus helvenacus
- Bassus immaculatus
- Bassus incompletus
- Bassus infumatus
- Bassus inopinatae
- Bassus laevis
- Bassus lamelliger
- Bassus laticeps
- Bassus leucotretae
- Bassus lineaticollis
- Bassus linguarius
- Bassus lini
- Bassus liogaster
- Bassus lucidus
- Bassus macrocentroides
- Bassus macronura
- Bassus malivorellae
- Bassus mediator
- Bassus merkli
- Bassus mesoxantha
- Bassus mongolicus
- Bassus niger
- Bassus nigricoxus
- Bassus nigripes
- Bassus nigrisoma
- Bassus nigriventris
- Bassus ninanae
- Bassus nucicola
- Bassus nugax
- Bassus ochrosus
- Bassus parallelus
- Bassus peniculus
- Bassus perula
- Bassus petiolatus
- Bassus pilosus
- Bassus pini
- Bassus postfurcalis
- Bassus pulcher
- Bassus pumilus
- Bassus punctiventris
- Bassus quebecensis
- Bassus reductus
- Bassus relativus
- Bassus reticulatus
- Bassus ruficornis
- Bassus rufipes
- Bassus rufithorax
- Bassus rufus
- Bassus rugareolatus
- Bassus rugulosus
- Bassus sculptilis
- Bassus semiruber
- Bassus semistriatus
- Bassus seyrigi
- Bassus speciosicornis
- Bassus spinosus
- Bassus spiracularis
- Bassus stenoradialis
- Bassus strigatus
- Bassus striogranulatus
- Bassus sublevis
- Bassus subrasa
- Bassus sulcatus
- Bassus szepligetii
- Bassus tanycoleosus
- Bassus tegularis
- Bassus tenuiceps
- Bassus tergalis
- Bassus terminatus
- Bassus tobiasi
- Bassus tongmuensis
- Bassus transcaperatus
- Bassus transversus
- Bassus triangulus
- Bassus tricolor
- Bassus tsuifengensis
- Bassus tumidulus
- Bassus usitatus
- Bassus ussuriensis
- Bassus verticalis
- Bassus wufengensis
- Bassus zaykovi